# Villaviciosa de San Miguel
Villaviciosa de San Miguel es una localidad española que forma parte del municipio de Folgoso de la Ribera, en la provincia de León, comunidad autónoma de Castilla y León.
Hasta 1978 se llamó Villaviciosa de Perros, y todavía sigue siendo conocido popularmente como Perros.

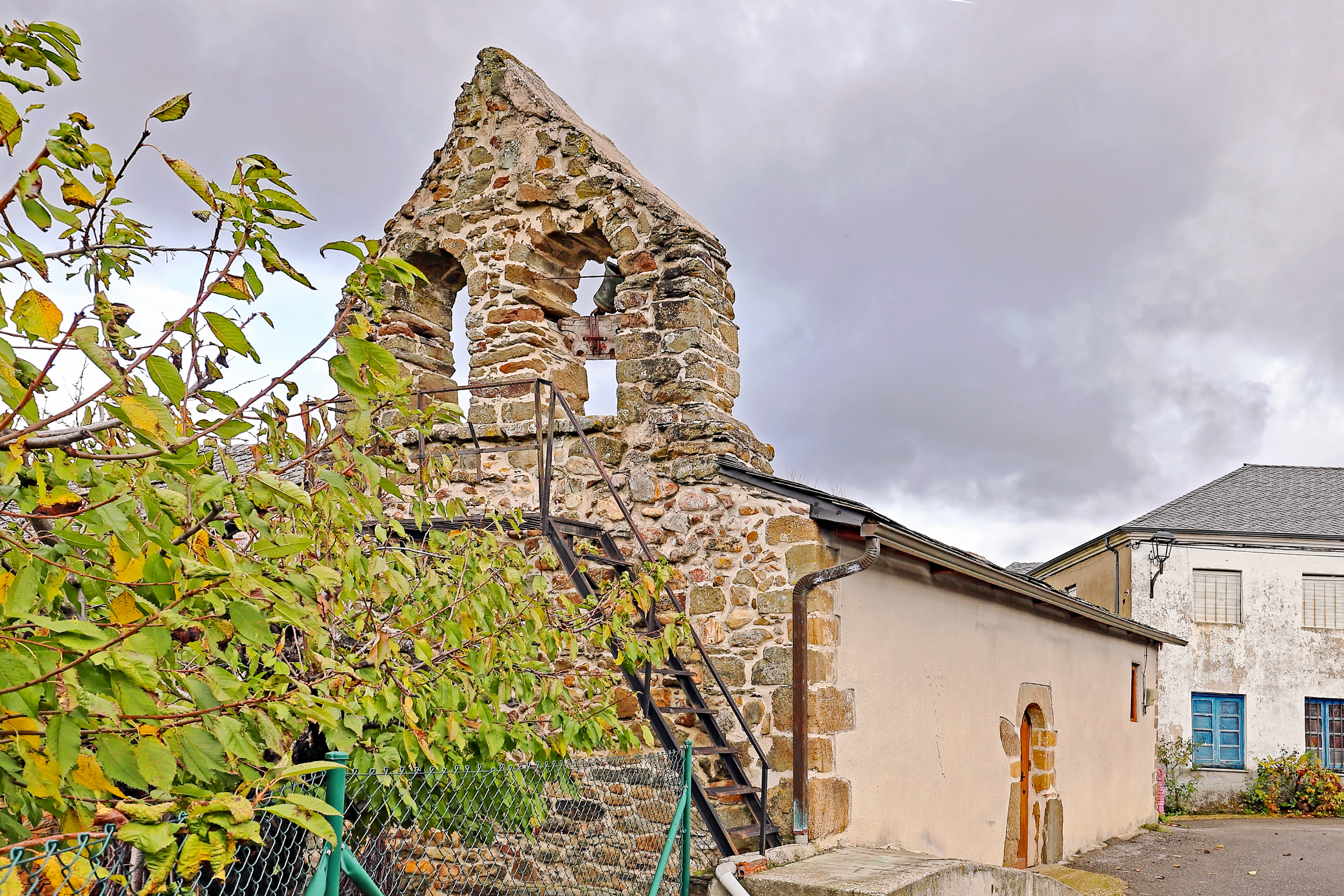
Iglesia parroquial

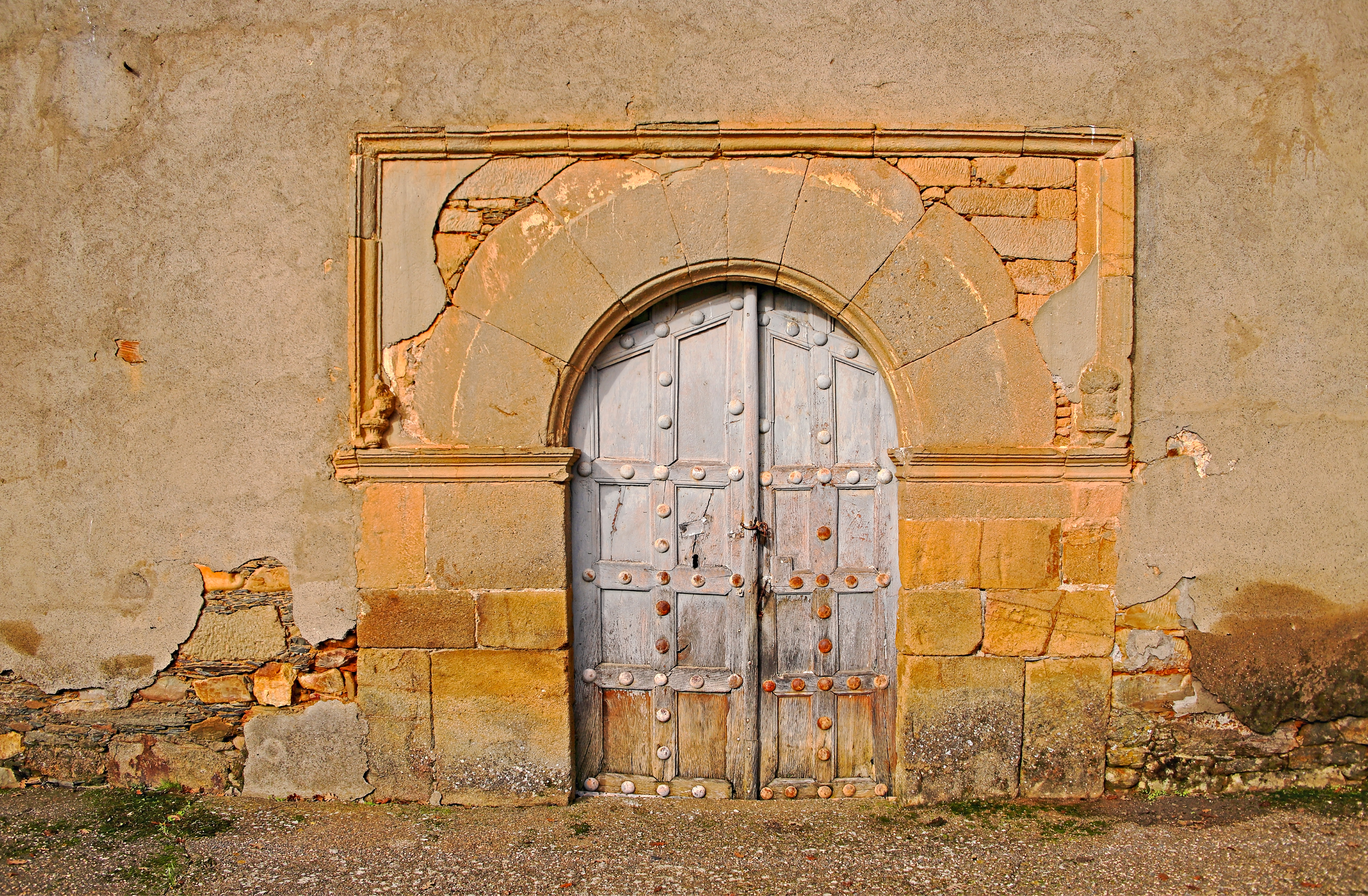
Portada de la iglesia de San Miguel

## Geografía

### Ubicación
| Noroeste: El Valle            | Norte: El Valle           | Noreste: Rozuelo              |
| Oeste: Santibáñez del Toral   |                           | Este: Folgoso de la Ribera    |
| Suroeste Albares de la Ribera | Sur: La Ribera de Folgoso | Sureste: La Ribera de Folgoso |

## Demografía
Evolución de la población
| Gráfica de evolución demográfica de Villaviciosa de San Miguel entre 2000 y 2017 |
|                                                                                  |
| Población de derecho (2000-2017) según el padrón municipal del INE               |